# San José del Valle
San José del Valle er en by og kommune i det sydlige Spanien i provinsen Cádiz. Den har et indbyggertal på 4.472 (2024) indbyggere.